# Орделаффи, Пино II
Пино II Орделаффи (Pino II Ordelaffi) (ок. 1356 — июль 1402) — итальянский кондотьер, сеньор Форли с 1386, папский викарий Форли, Форлимпополи, Кастрокаро Терме и Сарсины.
Сын Джованни Орделаффи и Тебальды Малатеста.
В 1386 году вместе с братом — Чекко захватил власть в Форли, заключив в тюрьму своего дядю Синибальдо. Пино и Чекко были утверждены в качестве папских викариев Форли, Форлимпополи, Кастрокаро Терме и Сарсины в обмен на ежегодную уплату 3 тысяч флоринов.
Из-за территориальных споров Пино II в 1392—1394 гг. воевал с Малатеста — правителями Римини, помирился с ними при посредничестве папы.
В 1395 году папа Бонифаций IX, находившийся в тяжёлом финансовом положении из-за церковного раскола, продал Кастрокаро Терме Флоренции за 18 тысяч флоринов. Но Пино II не позволил флорентийцам войти в город. Началась война, закончившаяся на условиях сохранения статуса кво. Флоренция смогла утвердиться в Кастрокаро Терме только в 1403 году, уплатив папе дополнительную сумму.
В 1399 году Пино II отравил двоюродного брата — Джованни Орделаффи, с которым находился в многолетней вражде (тот тоже претендовал на власть в Форли).
Пино II умер от апоплексического удара во время сна в июле 1402 года. Ему наследовал брат — Чекко III.
Нумерация: в качестве правителя Форли — Пино I, в качестве представителя рода Орделаффи — Пино II.

## Семья
Жена — Венанция Бранкалеони (ум. 1403). Двое сыновей умерли в младенчестве, третий, Луиджи, — в 18-летнем возрасте (1397—1415), дочь Джованна — замужем за Тиберто Брандолини.